# Intolerance (film 1996)
Intolerance è un film collettivo del 1996.
Sottotitolato Sguardi del cinema sull'intolleranza, è composto da 23 episodi sul tema dell'intolleranza e in favore della multiculturalità e di ogni diversità individuale diretti da altrettanti registi, tra cui Citto Maselli, un emergente Paolo Virzì e un esordiente Gabriele Muccino.

## Trama

### Verranno
Lo scrittore e poeta sudafricano Breyten Breytenbach parla dell'intolleranza.

### Senza patria
Alcune donne ripercorrono con la memoria le loro esperienze traumatiche.

### Gruppo di famiglia in un esterno
La difficile convivenza di un transessuale coi suoi familiari.

### Roma Ovest 143
In seguito a un guasto, si instaura uno strano rapporto tra l'operaio di un'azienda telefonica e un'anziana attrice.

### Arrivano i sandali
Un paio di sandali indossati dal passeggero di un autobus diventano fonte di discordia in quanto simbolo della diversità.

### Contro
Un episodio di razzismo nei confronti di un extracomunitario.

### Il negro cancellato
In un caldo giorno d'estate, una ragazza scrive a un'amica cercando di parlare della diversità.

### Max suona il piano
Un anziano viene lasciato solo dalla famiglia in partenza per le vacanze estive.

### In conclusione
In una camera da letto, una donna bianca riflette su come gli uomini siano «tutti uguali» mentre osserva l'uomo di colore che si è addormentato come un sasso non appena hanno finito di fare l'amore.

### Un'altra lei
Una donna licenziata perché ha contratto l'AIDS reagisce.

### L'altro Reich
Riflessioni sul fenomeno naziskin.

### Quiete
Scontri tra vicini di casa in una periferie degradata.

### I song meglio 'e te
Un ragazzo di colore si mette a cantare a un pranzo di nozze.

### Tramonto
Come la distrazione può diventare un sinonimo di intolleranza.

### Aula senza pareti
Un docente espone le sue teorie sull'intolleranza, confrontandole con la realtà di tutti i giorni.

### La gente
La giornata tipo di un ambulante nordafricano.

### La buona azione quotidiana
In metropolitana, un giovane di colore trova per terra 500 lire e le raccoglie, sotto lo sguardo paternalista di un astante.

### Prima linea
Due soldati si trovano davanti il nemico tanto atteso.

### La coincidenza
Un manager disperato per esser stato licenziato trova in stazione un'inaspettata spalla su cui piangere nella persona di un vu' cumprà.

### Sul mare luccica
Due meridionali senza lavoro né casa progettano di ottenere tutto ciò fingendosi dei profughi albanesi.

### Self Service
L'autodistruzione di un individuo intollerante verso se stesso e gli altri.

### Ottant'anni di Intolerance
Un anziano professore cerca di destare l'attenzione dei suoi apatici alunni ripercorrendo gli ultimi ottant'anni del secolo.

### Bianca e Nero
Intervista a una coppia mista.

### Pietas
Un ragazzino sorpreso davanti a un dormitorio di extracomunitari con una latta di benzina e picchiato da un gruppo di neri viene salvato da una madre che lo sorprende con un momento di profonda dolcezza.

## Produzione
La realizzazione del progetto, da un'idea di Massimo Guglielmi, è stata coordinata dai registi Roberto Giannarelli, Marco Simon Puccioni, Roberto Torelli e da Gianpiero Cioffredi, presidente di Arci nero e non solo!. Il titolo si ispira al celebre film muto di D. W. Griffith. Per produrre il film è nata l'Associazione Cinema Senza Confini, con Puccioni come presidente. L'iniziativa ha avuto il patrocinio di ONU, UNICEF, della Presidenza del Consiglio dei ministri e della Caritas Italiana diretta da don Luigi Di Liegro.

### Struttura
Intolerance è stato concepito come un progetto in fieri, da aggiornare anno per anno con episodi diretti da nuovi registi. La "prima edizione" del film, datata 1996, è composta di due parti, una in pellicola 35mm contenente 22 cortometraggi diretti da altrettanti autori e una in video di 27 spezzoni dal carattere principalmente amatoriale e/o documentaristico. Hanno lavorato al progetto oltre 1000 tra tecnici e creativi, tutti a titolo gratuito volontario.

### Sviluppi
Il progetto ha tuttavia subito fin dall'inizio degli intoppi: molti registi d'alto profilo di cui inizialmente era stata annunciata la partecipazione all'edizione '96 del progetto, tra cui Marco Bellocchio, Bernardo Bertolucci, Sergio Citti, Cristina Comencini, Alessandro D'Alatri, Gillo Pontecorvo ed Ettore Scola, hanno finito poi per tirarsi indietro. L'edizione seguente ha provato a reclutare autori internazionali come Ken Loach e Abbas Kiarostami; sono circolati in seguito i nomi di Wilma Labate, Franco Bernini, Claudio Camarca, Silvio Soldini, Pasquale Pozzessere e Giacomo Campiotti.
Nel giugno 1997, è stato annunciato che Gianni Amelio e Citto Maselli avrebbero diretto due cortometraggi per Intolerance '97, il primo ancora da girare e il secondo da presentare alla Mostra del cinema di Venezia a settembre: dei due solo quello di Maselli, Pietas, si è concretizzato, portando quindi il totale di episodi in pellicola a 23.
Nel dicembre 1998, Cinema senza Confini ha pubblicato in un volume i risultati di un concorso tenuto nelle scuole per l'elaborazione di soggetti per la seconda edizione. Non si hanno notizie riguardo a eventuali continuazioni del progetto dopo l'edizione '97.

## Distribuzione
Intolerance è stato presentato in anteprima il 3 settembre 1996 alla 53ª Mostra internazionale d'arte cinematografica di Venezia e poi brevemente distribuito nelle sale cinematografiche italiane a partire dall'11 novembre dello stesso anno preceduto da un'anteprima al Campidoglio il giorno prima. L'episodio Pietas, diretto da Citto Maselli, assente in origine e aggiunto al film solo in seguito, è stato presentato in anteprima il 6 settembre 1997 alla 54ª Mostra internazionale d'arte cinematografica di Venezia.

## Accoglienza

### Incassi
Il film ha riscosso numeri modesti al botteghino, incassando in tutto 16,867 milioni di lire. I proventi sono stati interamente devoluti alla Caritas per la costruzione di un centro di prima accoglienza nei pressi della Stazione Termini.